# Szabó Zoltán (botanikus)
Szabó Zoltán (Budapest, 1882. november 25. – Budapest, 1944. május 18.) Corvin-koszorús magyar botanikus, növénygenetikus, genetikus, egyetemi tanár, a Magyar Tudományos Akadémia rendes tagja. Munkássága kiterjedt a botanika számos területére, foglalkozott növényrendszertannal, növénymorfológiával és -anatómiával, növényföldrajzzal és florisztikával, agrobotanikával és mikológiával, de legjelentősebb tudományos eredményeit a növények öröklődéstani vizsgálata és úttörő jelentőségű általános genetikai kutatásai során érte el. Botanikai szakmunkákban nevének rövidítése: „Szabó”.

## Életútja
Középiskolái elvégzése után, 1900-ban iratkozott be a Budapesti Tudományegyetemre. 1903-ban részt vett az id. Lóczy Lajos szervezte romániai, oroszországi és kaukázusi tanulmányúton, majd a breslaui egyetemen tanult tovább, ahol 1905-ben szerezte meg bölcsészdoktori oklevelét. Időközben 1904–1905-ben a breslaui egyetem növénytani tanszékén Ferdinand Albin Pax tanársegédje volt. 1905-ben, hazatérését követően megszerezte természetrajz–földrajz szakos tanári képesítését, majd Mágócsy-Dietz Sándor vette maga mellé tanársegédnek a Budapesti Tudományegyetem növénytani tanszékére és intézetébe. Egyetemi pályafutásával párhuzamosan 1908-ban magántanári képesítést szerzett a Magyar Királyi Állatorvosi Főiskolán is a gazdasági és orvosi növények alak- és rendszertana című tárgykörből. 1913-tól 1921-ig adjunktusként oktatott a budapesti egyetemen, egyidejűleg 1912-ben magántanári képesítést szerzett a kétszikű növények alak- és rendszertana, földrajzi elterjedése és fejlődéstörténete témakörében. 1913–1914-ben állami ösztöndíjjal ausztriai, belgiumi, franciaországi, németországi és svájci tanulmányúton járt. Időközben az állatorvosi főiskolán is előrelépett, 1917-től 1923-ig címzetes nyilvános rendkívüli tanári címmel tartotta meg növénytani előadásait, 1919-ben pedig a fővárosi egyetem közgazdaság-tudományi karának is megbízott növénytani előadója lett.
1923-ban megvált az állatorvosi főiskolától, amikor az időközben Pázmány Péter nevét felvett fővárosi tudományegyetemen a mezőgazdasági növénytan nyilvános rendkívüli egyetemi tanárává nevezték ki, egyúttal igazgatója lett az általa alapított egyetemi mezőgazdasági növénytani intézetnek is. 1926-tól 1934-ig nyilvános rendes tanári címmel végezte az oktatómunkát. 1934-ben a közgazdaság-tudományi kar a fővárosi műegyetem szervezeti része lett, Szabó 1934-től 1940-ig itt folytatta az oktatást a mezőgazdasági növénytan nyilvános rendes tanáraként, egyúttal a mezőgazdasági növénytani intézet igazgatójaként. 1937–1938-ban a mezőgazdasági és állatorvosi kar dékáni, 1938–1939-ben prodékáni tisztét töltötte be.
1941-ben Szabó távozott a műegyetemről, és Tuzson János utódjaként haláláig a növényrendszertan nyilvános rendes egyetemi tanára volt a Pázmány Péter Tudományegyetemen, emellett a növényrendszertani és növényföldrajzi intézet, valamint a Budapesti Egyetemi Botanikus Kert igazgatói tisztét is betöltötte.

## Munkássága
Pályája elején főként növényföldrajzi és florisztikai kérdésekkel (pl. a Szudéták, a Kaukázus flórája), valamint mikológiával foglalkozott, utóbb érdeklődése és kutatásainak fókusza a növényrendszertani vizsgálatokra irányult. Organográfiai, alaktani és anatómiai megközelítésben tanulmányozta a növényvilág taxonómiai kapcsolatait. Különösen részletesen feldolgozta a mácsonyaformák alcsaládjának (Dipsacaceae) egyes nemzetségeit (varfű, fejvirág stb.), kísérletet tett a virágzatok számbeli variációinak fejlődéstörténeti magyarázatára. Növényélettani kutatásaiból kiemelendő a növényi transpiráció (vízgőzleadás) tanulmányozása. Rendszertani vizsgálatain keresztül jutott el a növényi szerveződés és átöröklés kérdésköréhez, s a klasszikus mendeli és morgani kromoszóma- és génelméletből kiindulva végzett genetikai kutatásokat. Foglalkozott a növénynemesítés örökléstani hátterével, a növényrendszertan filogenetikai alapú kiigazításával, és általános genetikai kérdésekkel is. Munkásságával megalapozta a magyarországi genetikai kutatásokat és a herbáriumoktól elszakadó kísérletes örökléstani, egyedfejlődési és növényrendszertani vizsgálatokat. Nevéhez fűződik az első magyar nyelvű általános genetikai áttekintés megírása (Az átöröklés, 1938).
Kutatói munkássága és szaktudományos publikációi mellett a genetika és a növénytan területén kiterjedt népszerűsítő munkát is végzett. 1926-tól 1936-ig volt a Botanikai Közlemények, 1938-tól Naményi Lajossal együtt az Örökléstudományi Füzetek, 1941-től 1943-ig (részben Andreánszky Gáborral) az Index Horti Botanici Universitatis Budapestinensis szakfolyóiratok szerkesztője.

### Társasági tagságai és elismerései
1932-ben a Magyar Tudományos Akadémia levelező, 1941-ben rendes tagjává választották. 1916-tól rendes tagja volt a Szent István Akadémiának. A Királyi Magyar Természettudományi Társulatban 1931-től 1934-ig az elnöki, 1934-től haláláig az alelnöki tisztséget töltötte be, emellett 1940-től 1944-ig az egyetemes és növénytani szakosztály elnöki feladatait is ellátta. Aktívan részt vett több más belföldi társaság munkájában is, így társelnöke volt a Magyar Pszichológiai Társaságnak és a Magyar Gyorsírók Egyesületének, választmányi tagja a Darányi Ignác Agrártudományos Társaságnak és a Magyar Protestáns Irodalmi Társaságnak, továbbá tiszteleti tagjául választotta az Országos Közgazda Testület is. Nemzetközi elismertségét jelzi, hogy rendes tagja volt a berlini Német Öröklődéstudományi Társaságnak és a Német Növénytani Társaságnak.
Tudományos eredményei elismeréseként 1909-ben elnyerte a Király Magyar Természettudományi Társulat Bugát Pál-díját, 1915-ben az MTA Vitéz-jutalmát, 1941-ben pedig a Corvin-koszorút vehette át.

### Főbb művei

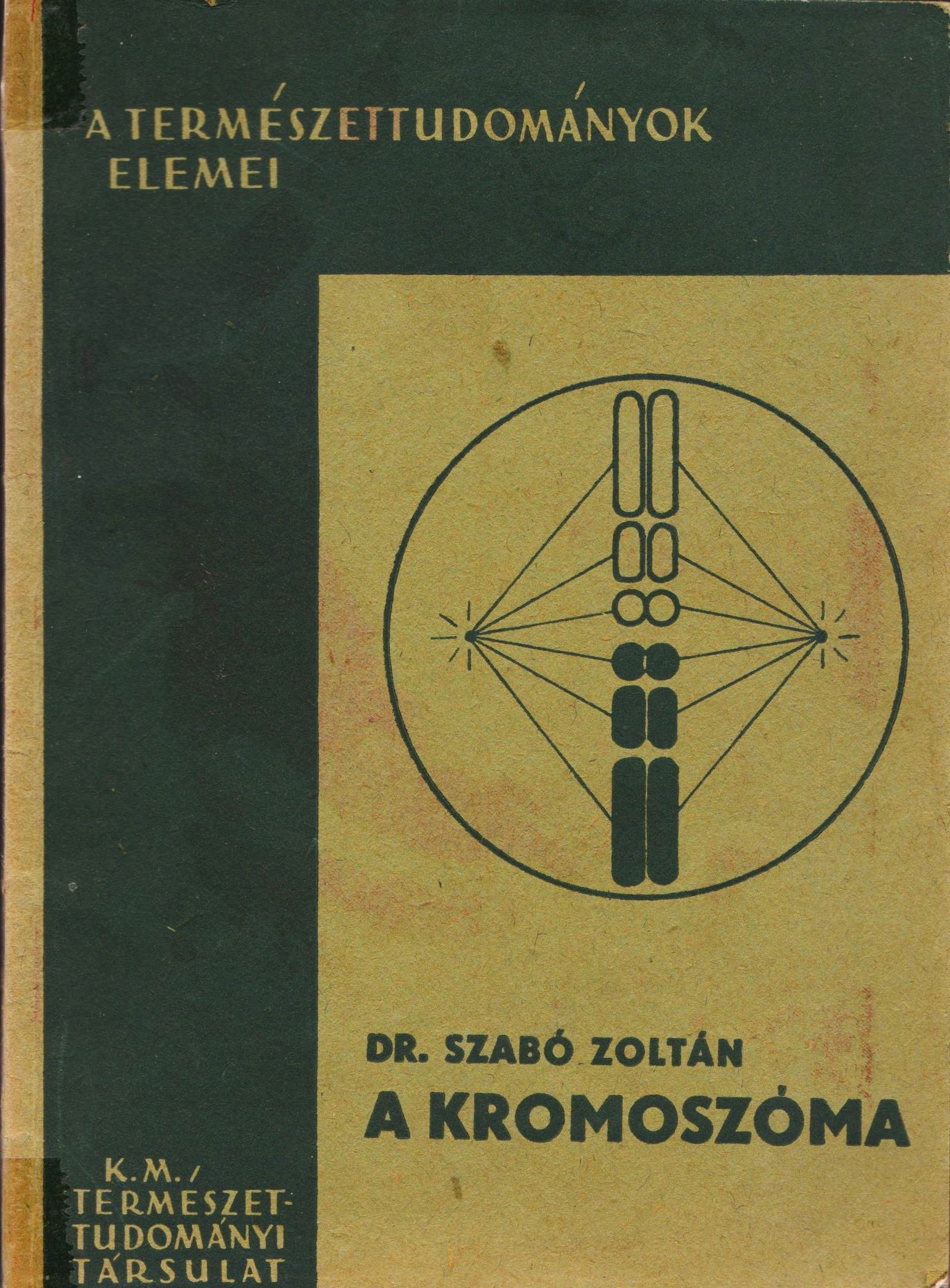

- A Knautia génusz monographiája. Budapest: Akadémia. 1911.
- Útmutató növények gyűjtésére, konzerválására, növénygyűjtemények berendezésére és növénytani megfigyelésre. Budapest: Királyi Magyar Természettudományi Társulat. 1913.
- A növények szervezete: Az általános növénytan elemei. Budapest: Centrum. 1922.
- A növények életmódja. Budapest: Szent István Társulat. 1925.
- A szobai növények élete és gondozása. Budapest: Királyi Magyar Természettudományi Társulat. 1928.
- A kromoszóma. Budapest: Királyi Magyar Természettudományi Társulat. 1936.
- Az átöröklés: Az általános örökléstudomány elemei figyelemmel a gazdasági és orvosi vonatkozásokra. Budapest: Királyi Magyar Természettudományi Társulat. 1938.
- A Cephalaria-génusz monográfiája. Budapest: Magyar Tudományos Akadémia. 1940.
- A sejt szerkezete és élete. Budapest: Egyetemi ny. 1941.   (Entz Gézával)
- Származás és öröklődés. Budapest: Magyar Szemle Társaság. 1942.

## Emlékezete
A botanikus utódok tiszteletadása jeléül több növényfaj is viseli a nevét: így például a fejvirágok nemzetségébe tartozó Cephalaria szaboi, a varfűféle Knautia szaboi, a haranglábak nemzetségéből az Aquilegia szaboi. Egy középső jura kori ammoniteszkövületet szintén róla nevezték el (Phyloceras szaboi).

## További információ
- Mándy György:  Szabó Zoltán.  Mezőgazdasági Kutatások,   (1944)
- Halmai János:  Szabó Zoltán.  Magyar Gyógyszerésztudományi Társaság Értesítője,   (1944)
- Priszter Szaniszló:  Szabó Zoltán születésének 100. évfordulójára.  Növénytermelés,   (1982)